# .ie
A .ie Írország internetes legfelső szintű tartomány kódja, melyet 1988-ban hoztak létre. A regisztráció lehetősége nyitva áll észak-írországi kötődésű személyeknek, szervezeteknek is.
A domaint a Dublini Egyetem koordinálta, míg Jon Poteltől meg nem kapta az IE Domain Registry. Ez a szervezet társainál jóval konzervatívabb, például személyneveket nem lehet regisztrálni. Nincsenek előre meghatározott, kötelezően használandó második szintű domainek, de a kormányzati hivatalok oldalai a .gov.ie cím alatt találhatók. Az ír kormány honlapja irlgov.ie alatt található.